# روبرت بلانت
روبرت انتوني بلانت (بالإنجليزية: Robert Anthony Plant) (ولد في 20 أغسطس 1948) هو موسيقي ومغني ومؤلف أغاني إنجليزي اشتهر بكونه المغني الرئيسي في فرقة الروك لد زبلين،
يعتبر بلانت من اعظم المغنيين في تاريخ الروك اند رول مع مسيرة مهنية مستمرة لأكثر من 40 عام وكان له تأثير على كل من فريدي ميركوري وكريس كورنيل واكسل روز.
وصفت مجلة «هيت برادار» بلانت كأعظم مغني على الإطلاق وترتيبه 15 على قائمة مجلة الرولينغ ستون «اعظم مئة مغني على مر العصور».

## حياته ومهنته

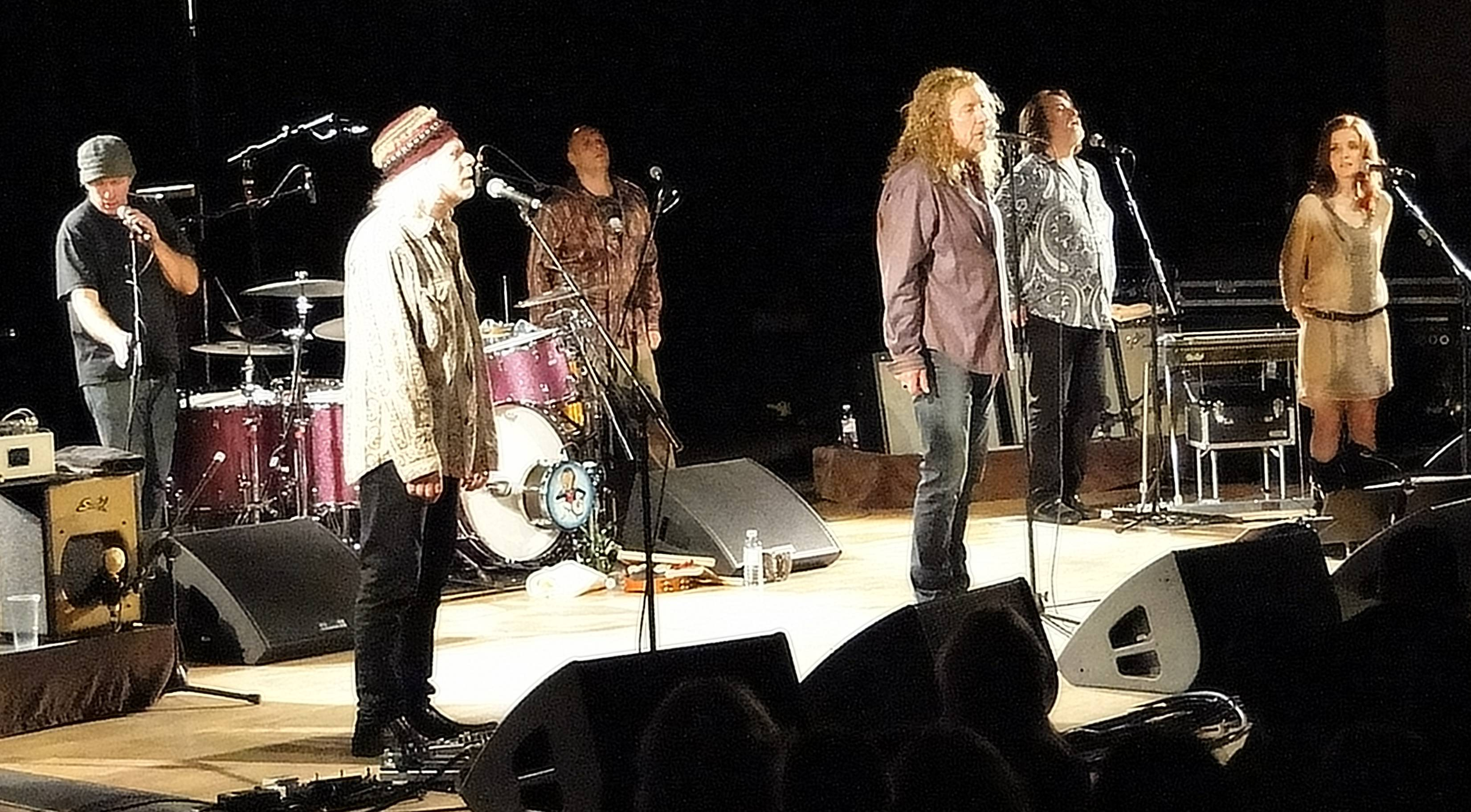
روبرت بلانك في حفل موسيقي

ولد بلانت في مقاطقة بلاك في برومزيتش الغربية ابن لروبرت سي الذي كان مهندس مدني ترعرع في هاليزوين، وركيسترشير وكان لدى بلانت الاهتمام بالغناء في فرقة موسيقية منذ سن مبكرة.
ترك المدرسة الثانوية عندما كان مراهقاً، شغل بلانت أعمال متعددة عندما كان يلاحق حلمه بأن يصبح مغني منها عندما عمل في شركة انشائية في بيرمنجهام عام 1967 ثم بدأ بالغناء مع فرق صغيرة متعددة منها «فرقة المرح» مع جون بونهام الذي أصبح لاحقاً عازف الطبلة في فرقة لد زبلين.

## لد زبلين (1968-1980)
عام 1968 كان عازف القيثارة جيمي بايج يبحث عن مغني رئيسي لفرقته الجديدة والتقى ببلانت بعد أن رفضه أول مرة بعد خياره الأول وعند مقابلته للمرة الثانية وجد الشغف الموسيقي الذي كان يريده والذي كان يحمله، تبعهم جون بونهام صديق بلانت في «فرقة الفرح» ثم انضم إليهم جون بول جونز.
حقق بلانت مع الفرقة النجاح الباهر على مدى 12 عام إلى أن توفى جون بونهام عازف الطبلة في لد زبلين وقرروا حل الفرقة عام 1980.

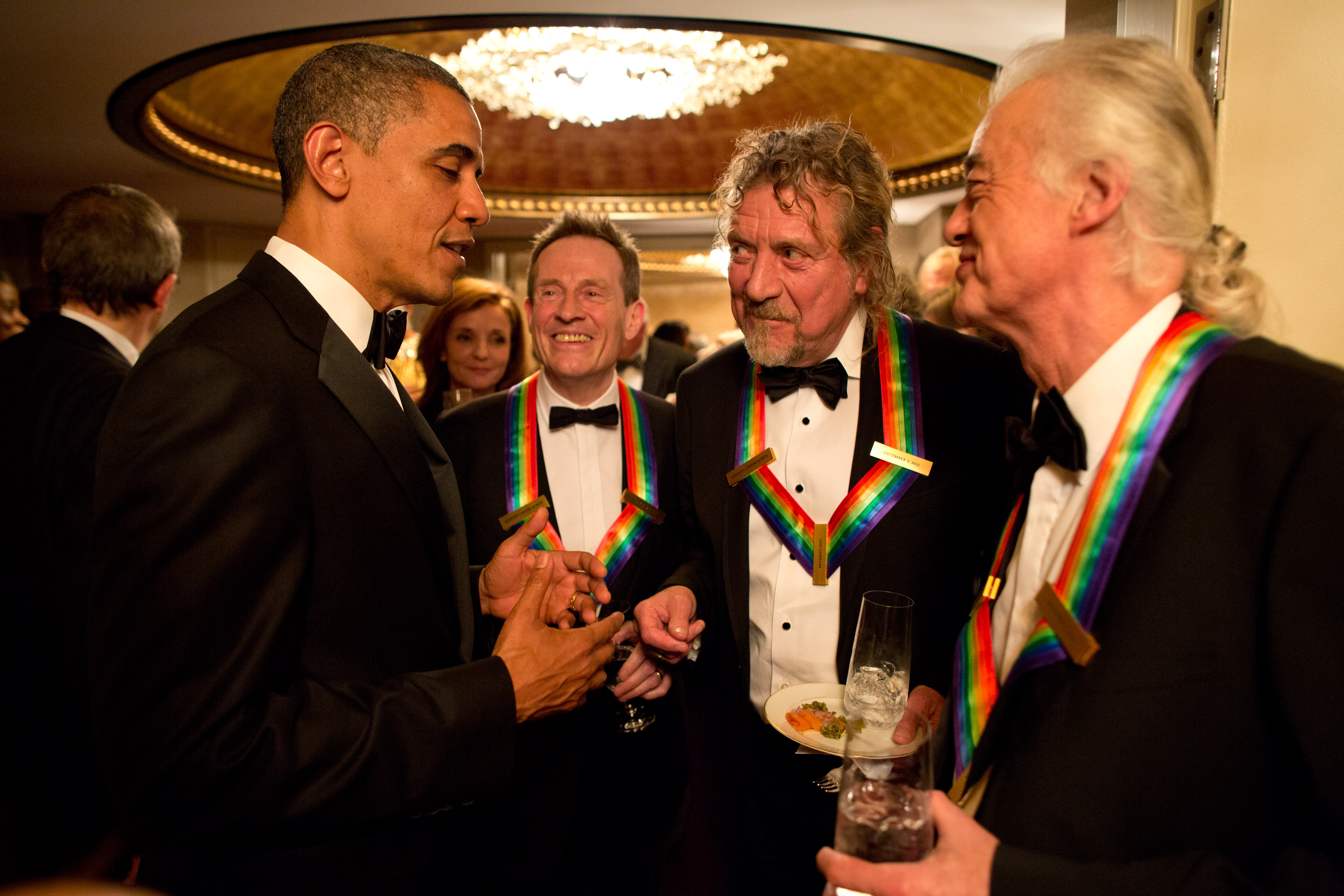
الرئيس الأمريكي باراك اوباما يكلم الاعضاء المتبقين من فرقة لد زبلين في حفل تكريم للفرقة في مركز كينيدي عام 2012, من اليمين إلى اليسار: جيمي بايج، روبرت بلانت، جون بول جونز، باراك اوباما.

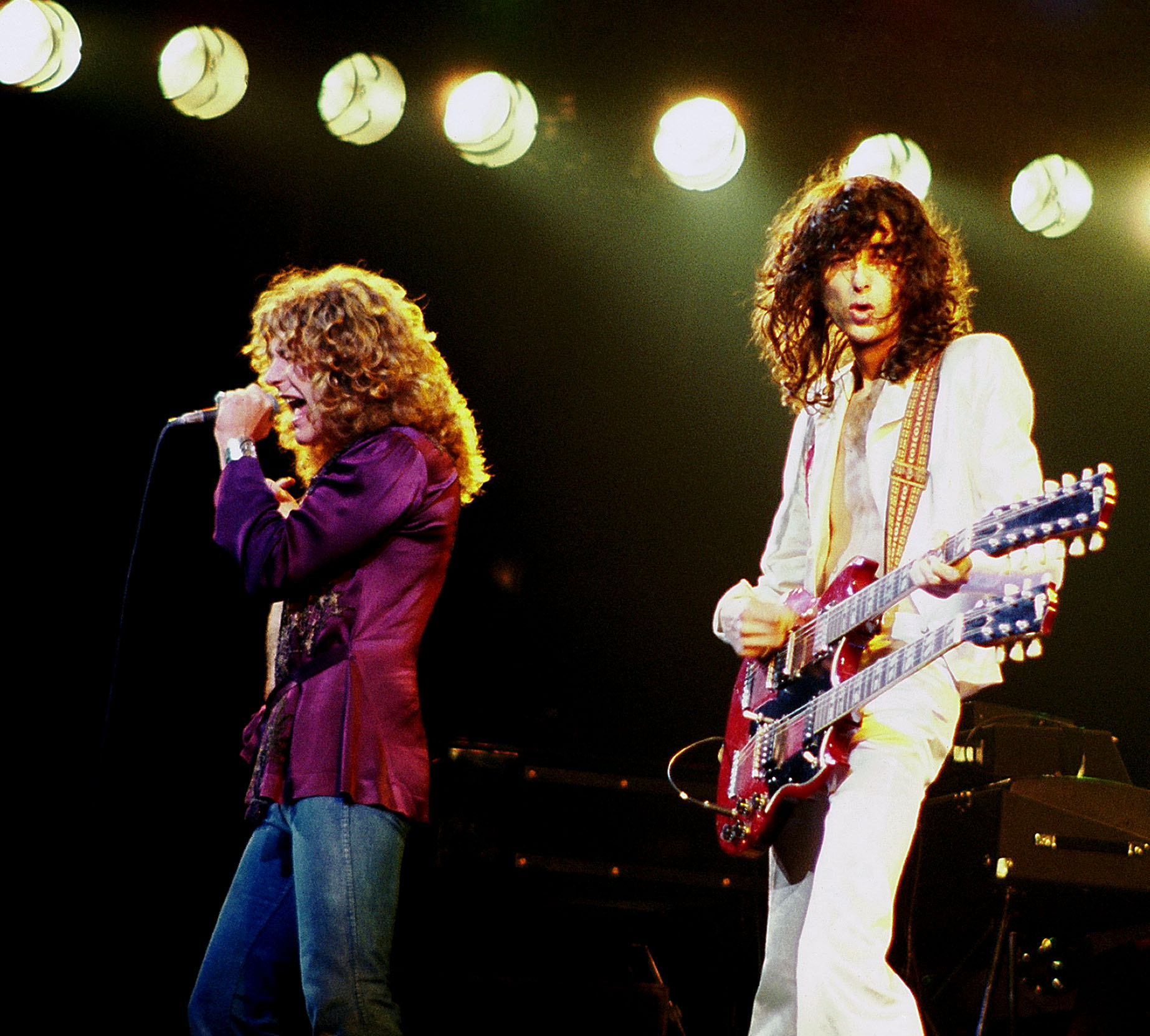
روبرت بلانت (يسار) مع جيمي بايج (يمين) يؤدي حفلاً موسيقياً في شيكاغو، إلينوي، الولايات المتحدة عام 1977.

## الحياة الشخصية

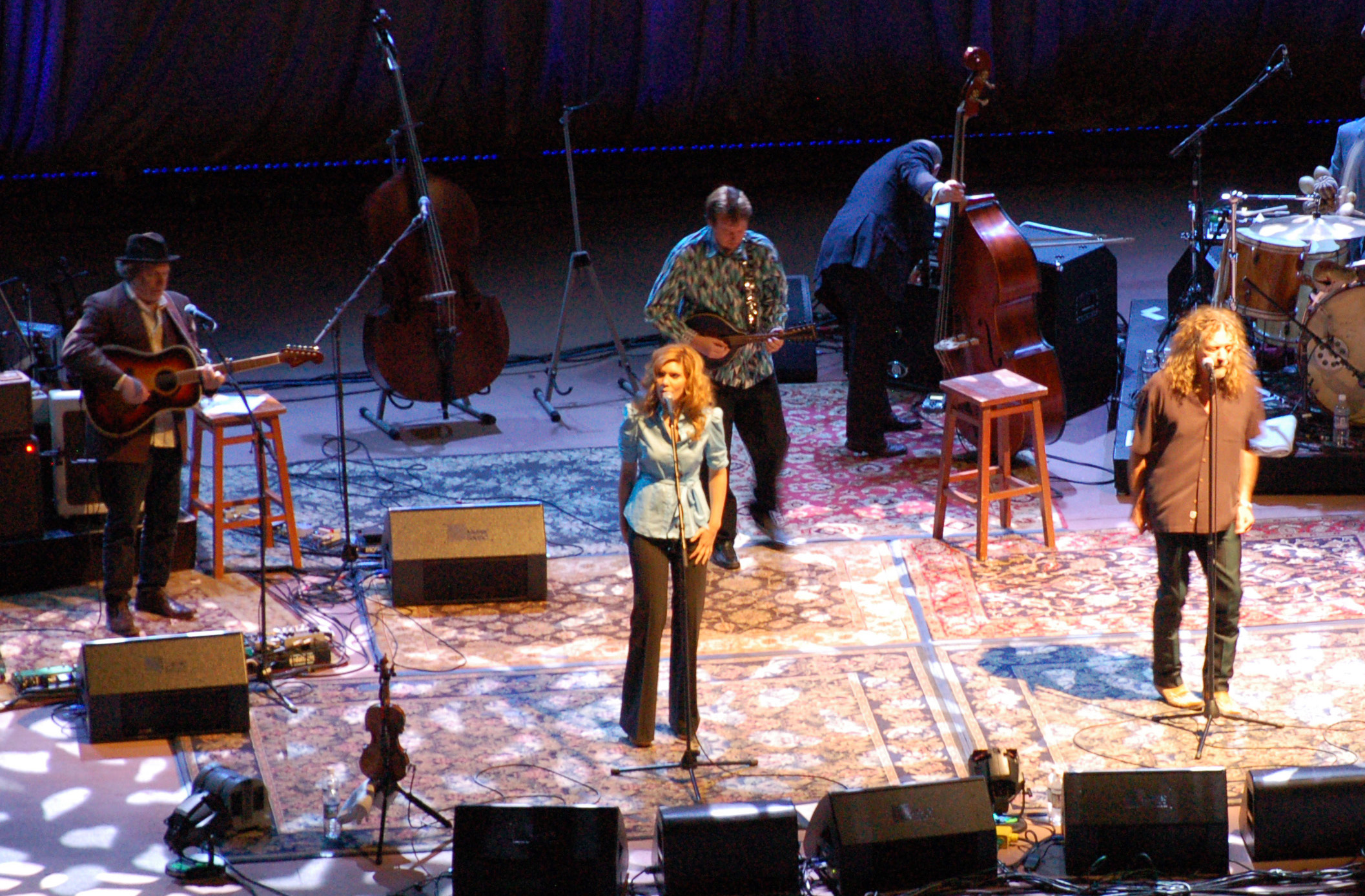
أليسون كراوس وروبرت بلانت يؤديان عرض معركة إيفرمور في عام 2008.

في 9 نوفمبر 1968 تزوج بلانت من ماورين ويلسون انجب الزوجان ثلاث أطفال: الابنة كارمن جاين عام 1968 والأبناء كاراك 1972-1977 ولوغان 1979, تم الطلاق في أغسطس 1983.
عندما كان بلانت في جولة غنائية عام 1977 تلقى مكالمة من زوجته تفيد بأن ابنه الأكبر كاراك مريض بشكل خطير، بعد ساعتين تلقى مكالكة أخرى من زوجته تفيد بأن ابنه توفي بسبب عدوى في المعدة، كان عمره 5 اعوام.
عام 2009 تم تقليده رتبة القائد (رتبة فائقة الامتياز ضمن الإمبراطورية البريطانية) للخدمة التي قدمها للموسيقى الشعبية البريطانية.
عام 2012 افصح بلانت للعامة انه يعيش في أوستن، تكساس، الولايات المتحدة مع المغنية الأمريكية باتي غريفين.
تقدر ثروة بلانت ب80 مليون جنيه إسترليني اعتمادا على مجلة قائمة صنداى تايمز للأثرياء عام 2012.

## روابط خارجية
- روبرت بلانت على موقع IMDb (الإنجليزية)
- روبرت بلانت على موقع الموسوعة البريطانية (الإنجليزية)
- روبرت بلانت على موقع ميوزك برينز (الإنجليزية)
- روبرت بلانت على موقع رولينغ ستون (الإنجليزية)
- روبرت بلانت على موقع قاعدة بيانات برودواي على الإنترنت (الإنجليزية)
- روبرت بلانت على موقع إن إن دي بي (الإنجليزية)
- روبرت بلانت على موقع أول ميوزيك (الإنجليزية)
- روبرت بلانت على موقع ديسكوغز (الإنجليزية)
- روبرت بلانت على موقع قاعدة بيانات الفيلم (الإنجليزية)

- الموقع الرسمي لفرقة لد زبلين
- الموقع الرسمي لروبرت بلانت
- الموقع الرسمي لروبرت بلانت واليسون كراوس نسخة محفوظة 12 أبريل 2010 على موقع واي باك مشين.